# Thasos (eiland)
Thasos (Grieks: Θάσος) ook Thassos, is een Grieks eiland in de noordelijke Egeïsche Zee voor de kust van Thracië. Het is 435 km² groot en telt 13.527 inwoners. Het ligt in de regio Oost-Macedonië en Thracië en vormt sinds 2011 een - gelijknamige - regionale eenheid (perifereiaki enotita). Het hoogste punt is de berg Ypsario, 1205 meter boven de zeespiegel. Aan de oostkant ligt het eiland Samothrake, in het westen het schiereiland Athos. Op het eiland ligt ook de gelijknamige gemeente Thasos.
Het eiland werd door de Feniciërs gekoloniseerd, die waarschijnlijk door de aanwezigheid van goud waren aangetrokken. Het eiland zou volgens Herodotus zijn naam ontlenen aan Thasus, de zoon van Phoenix, de leider van de Feniciërs. Het eiland speelde een belangrijke rol in de oorlogen tegen de Perzen. In de oudheid stond het bekend om zijn goudmijnen, wijn, noten en marmer.
Het werd door de Turken veroverd in 1462 en behoorde tot 1912 bij het Ottomaanse Rijk, toen het met de rest van Griekenland herenigd werd.

## Plaatsen met meer dan 500 inwoners in 2011
Door de bestuurlijke herindeling (Programma Kallikratis) werden de departementen afgeschaft vanaf 2011. 
Plaatsen met, per 2011, 500 of meer inwoners zijn: 
| Plaats            | inwoners |
| ----------------- | -------- |
| Limenaria         | 2471     |
| Panagia           | 725      |
| Potamia           | 1383     |
| Potos             | 815      |
| Prinos            | 1211     |
| Skala Kallirachis | 566      |
| Thasos (Limenas)  | 3234     |
| Theologos         | 636      |

## Geschiedenis
Thasos stond bekend om haar uitstekende wijn. Archeologen hebben Thasische amforen teruggevonden rondom de hele Middellandse Zee en Zwarte Zee. Men concludeert hieruit dat veel andere poleis deze wijn naar hun eigen polis importeerden. Vandaag is wijn maken nog steeds een van de belangrijkste activiteiten op Thasos, naast toerisme.

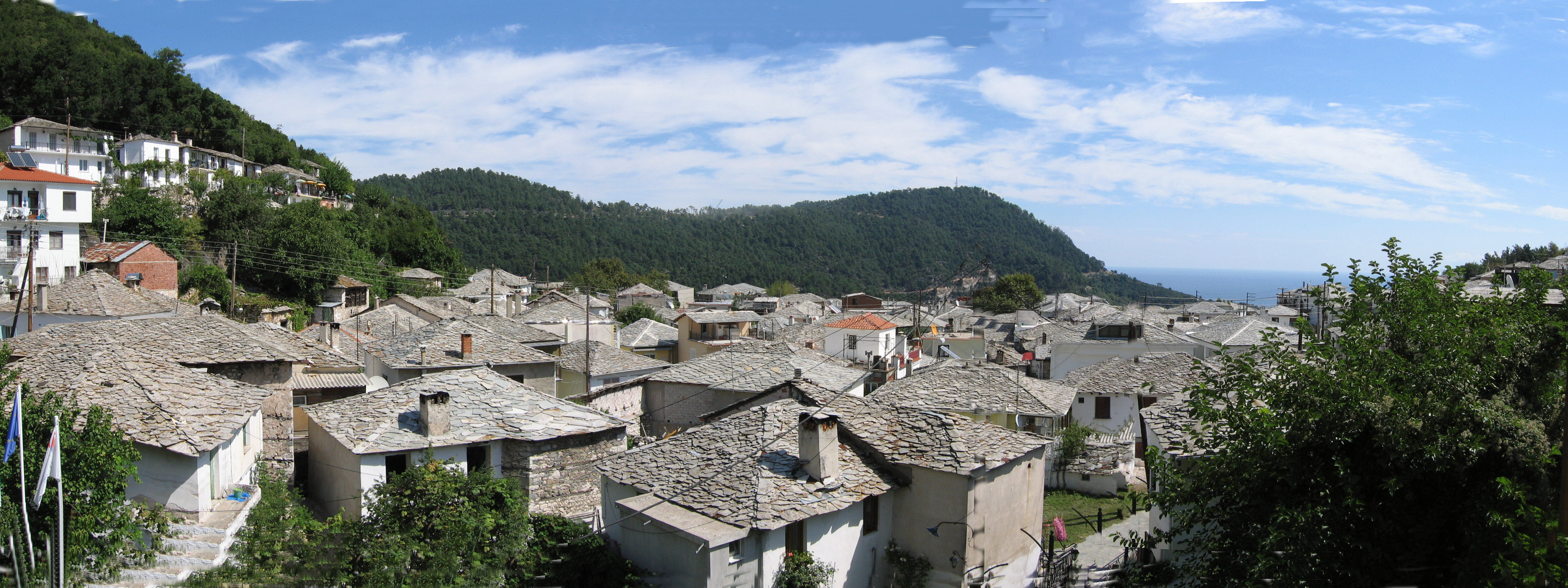
Panagia